# Glaciar Kohler
El glaciar Kohler es un glaciar en la Antártida.
Este glaciar es el distribuidor del glaciar Smith en la tierra de Marie Byrd, el mismo fluye en dirección norte a través del medio de la cordillera Kohler hacia la barrera de hielo Dotson. Fue incluido en los mapas por el U.S. Geological Survey a partir de relevamientos y fotografías aéreas de la U.S. Navy, 1959–65, y fue nombrado por el Comité Consultivo sobre Nomenclatura Antártica en referencia a la cordillera Kohler.